# Lokaha
Lokaha – gaun wikas samiti w środkowej części Nepalu  w strefie Narajani w dystrykcie Rautahat. Według nepalskiego spisu powszechnego z 2001 roku liczył on 548 gospodarstw domowych i 3489 mieszkańców (1747 kobiet i 1742 mężczyzn).